# Oxyonchus hamatus
Oxyonchus hamatus är en rundmaskart som först beskrevs av Steiner 1916.  Oxyonchus hamatus ingår i släktet Oxyonchus och familjen Enoplidae. Inga underarter finns listade i Catalogue of Life.